# Киньонес, Педро
Пе́дро А́нхель Киньо́нес Родри́гес (исп. Pedro Ángel Quiñónez Rodríguez: род. 4 марта 1986[…], Эсмеральдас) — эквадорский футболист, полузащитник. Выступал за сборную Эквадора.

## Клубная карьера
Киньонес подписал свой первый контракт с «Эль Насьональ» в возрасте 15 лет. В 2004 году стал игроком основной команды клуба. В составе клуба дважды становился чемпионом Эквадора, в 2005 и 2006 годах. 12 декабря 2008 года Киньонес подписал контракт с клубом чемпионата Мексики «Сантос Лагуна» за неизвестную сумму. Однако он не сумел завоевать доверие главного клуба Даниэля Гусмана и получал мало игрового времени. После его увольнения стал получать больше времени на поле, проведя в течение года 15 игр и забив 1 гол.
14 января 2010 года Киньонес был отдан в аренду с правом выкупа эквадорскому клубу «Эмелек». Он стал неотъемлемой частью команды в сезоне 2010 года, и его аренда была продлена до конца 2011 года. В ноябре 2011 года «Эмелек» выкупил Киньонеса у «Сантос Лагуны», подписав контракт на 5 лет. В составе клуба 4 раза становился чемпионом Эквадора: в сезонах 2013, 2014, 2015 и 2017 годов. По итогам сезонов 2013 и 2014 года входил в символическую сборную турнира, а в 2015 году был признан лучшим полузащитником Эквадора. В составе «Эмелека» футболист провёл больше 400 матчей и получил капитанскую повязку, а также до 2016 года оставался бесспорным игроком стартового состава команды.
3 января 2020 года спустя 12 лет вернулся в «Эль Насьональ» в связи с тем, что не достиг финансового соглашения о продлении контракта с «Эмелеком». Со временем в команде начались проблемы с выплатой зарплат, и клуб оказался на грани выживания в высшем дивизионе. Судьба команды решалась в последнем туре чемпионата против «Оренсе», однако Киньонес, являвшийся капитаном команды, не попал в заявку на матч по решению президента клуба из-за его претензий в связи с долгами. В результате матч был проигран со счётом 1:0, и команда покинула чемпионат, заняв последнее место в турнирной таблице.
22 марта 2021 года Киньонес стал игроком клуба Сегунды, третьего дивизиона Эквадора, «Эстудиантес» (Куэнка), присоединившись к своему бывшему одноклубнику Эстебану Дрееру.

## Карьера в сборной
15 июня 2007 года Киньонес был вызван на Кубок Америки 2007 года вместо травмированного Луиса Кайседо. Вскоре после этого, 23 июня, состоялся его дебют за сборную в товарищеском матче против Колумбии (1:3). На Кубке Америки Киньонес так и не появился на поле, а его сборная заняла последнее место в группе. В 2014 году был включён Рейнальдо Руэдой в предварительную заявку сборной на чемпионат мира из 30 игроков, однако не попал в итоговый состав сборной. В 2015 году снова был вызван на Кубок Америки. На этот раз Киньонес появился на поле в двух матчах против Чили (0:2) и Боливии (2:3), однако его сборная заняла третье место в группе и не сумела выйти в плей-офф.

## Достижения

### Командные
Эль Насьональ
- Чемпион Эквадора (2): Клаусура 2005, 2006

Эмелек
- Чемпион Эквадора (4): 2013, 2014, 2015, 2017

### Индивидуальные
Эмелек
- Символическая сборная чемпионата Эквадора (2): 2013, 2014
- Лучший полузащитник Эквадора: 2015